# Ash (mitologia)

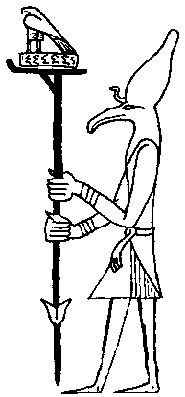
Ash, come compare su un sigillo del faraone Peribsen (ca. 2740 a.C.)

Ash (anche Sha) è una divinità egizia appartenente alla religione dell'antico Egitto. Dio delle oasi e dei vigneti della zona occidentale del Delta del Nilo, era venerato come una divinità benefica.
Nella sua spedizione del 1923 a Saqqara, l'egittologo inglese Flinders Petrie individuò diversi riferimenti ad Ash su etichette di giare di vino dell'Antico Regno: "Io sono rinfrescato da questo Ash", era un'iscrizione comune.
In particolare, gli antichi egizi lo consideravano il dio delle tribù Libu e Tinhu, note come "popoli dell'oasi". Conseguentemente, Ash era appellato "Signore di Libia": le frontiere occidentali dell'Egitto, occupate dalle tribù Libu e Tinhu, corrispondono approssimativamente all'area della moderna Libia. È inoltre possibile che fosse venerato a Naqada (Ombos) come originaria divinità principale.
Nella mitologia egizia, in quanto dio delle oasi, Ash era associato a Seth, dio del deserto che circondava l'Egitto. Il più antico riferimento ad Ash fino a oggi conosciuto, risale al Periodo predinastico dell'Egitto, ma la sua importanza accrebbe entro la II dinastia, al punto da essere considerato patrono dei possedimenti regali - finché il dio Seth, a lui simile, venerato nel Basso Egitto, non fu adorato come patrono della monarchia stessa. È menzionato nel tempio funerario del faraone Sahura (V dinastia) ad Abusir, e nella formula XCV del Libro dei morti. Il suo culto sopravvisse almeno fino alla XXVI dinastia (VII-VI secolo a.C.).
Ash era comunemente rappresentato con il corpo di un uomo e la testa, variamente, di un animale del deserto: leone, avvoltoio, falco, serpente o l'enigmatico animale di Seth. In alcune immagini Ash ha numerose teste, fatto estremamente insolito per un dio egizio - anche se alcune immagini composte erano occasionalmente impiegato per collegare divinità al dio Min. In un articolo del 1923, e ancora in appendice al suo libro The Splendor that was Egypt, Margaret Murray interpretò tali raffigurazioni come riferimenti a una divinità della Scizia di cui Sebastian Münster avrebbe reso conto nella sua Cosmographia. L'ipotesi di Ash come divinità importata, in quanto era adorato a Naqada (Ombos) molto prima dell'introduzione di Seth sotto la II dinastia. Una dei suoi titoli era "Nebuti" (o "Quello di Nebuti"), indicante la sua relazione con Naqada.